# Teresa Mora Ferrándiz
Teresa Mora Ferrándiz, coneguda popularment com a Teresa o Tereseta la Loca (Alcoi, L'Alcoià 1899 – ibíd., 14 d'abril de 1952), va ser un personatge popular alcoià molt volgut per la població, per la seua manera de mostrar els aspectes quotidians considerats tabú, a l'Espanya de la postguerra, a xiquets i joves. Malgrat això, Teresa, d'origen humil, va acabar els seus dies com a indigent.

## Biografia
Va nàixer en el si d'una família molt humil i originària de la població alacantina de Guadalest, que en 1894 van marxar a la industriosa Alcoi atrets per millors oportunitats laborals.
Teresa naix, al carrer Alcassares, núm. 42, quan els seus pares i els seus tres germans majors portaven vivint a la ciutat sis anys, des de 1892.
La seua mare, Teresa Ferrándiz Escortell (Guadalest, 5 de febrer de 1864), era mestressa de casa i el seu pare, José Mora Sapena, malanomenat el tío Colilla (Guadalest, 8 de juny de 1860), treballava de jornaler.
La família, a excepció de Teresa i la seua germana menor, Milagro (Alcoi, 1902), eren analfabets. Teresa va ser la quarta de cinc germans, i juntament amb la seua germana assistia al col·legi, mentre la resta dels germans majors, José (Guadalest, 2 d'octubre de 1887), Joaquín (Guadalest, 7 de maig de 1889) i Isidro (Alcoi, 2 de febrer de 1894), ajudaven en l'economia domèstica amb diversos oficis, com a jornalers o obrers.
Amb 13 anys, Teresa treballava a la fàbrica tèxtil “Hijos de Salvador García”, popularment coneguda com a “Escaló”, en la secció d'ordits.
La mare de Teresa morirà poc abans d'esclatar la Guerra Civil, i serà llavors quan la família començarà a dispersar-se, tot canviant de domicili al carrer de Sant Roc, núm. 22, i passarà a viure amb el seu germà Joaquín i el seu pare fins a la mort d'aquest, poc temps després. A partir d'eixe moment, la seua situació personal canviarà radicalment i aflorarà la personalitat fantasiosa de Teresa, aquella a la qual ret homenatge la lletra del cantautor Ovidi Montllor, “Homenatge a Teresa”.
Algunes fonts orals citen que va perdre la raó després de la mort de la seua mare, unes altres, en canvi, incideixen que tal vegada va ser per un dels bombardejos que va patir la ciutat d'Alcoi durant la Guerra Civil, i els més romàntics opinen que va perdre el seny al no tornar un nuvi de joventut després de la contesa. El que és cert és que era una dona somiadora d'una gran fantasia, carregada d'humilitat i tendresa.
Teresa solia anar a peu des d'Alcoi a Benilloba per aliments, normalment acompanyada d'altres personatges populars alcoians com eren Toni el Bovo i Pep Calavera. Allí era coneguda amb un altre malnom, el de Teresa Bon Cor, perquè l'ús d'aquestes paraules juntament amb la de “guilopo”, van ser molt comunes en el seu vocabulari.
Totalment sola i desemparada, a les nits s'acollia en diversos llocs, com a edificis deshabitats i coves de la zona del Molinar. Una família d'industrials, apesarats per la seua situació, li van permetre instal·lar-se en “La Paraeta”, un vell barracó d'observadors de caça situat en el “Mas de Santa Lucía”, conegut també com a “Mas de Sucranyes”, en la partida de la Llaona, terme municipal de Cocentaina. Allí, li van col·locar un catre i la van proveir d'aliments i roba.
D'ella diuen que treballava el ganxet de manera excepcional i molt meticulosa, i es realitzava fins i tot les seues pròpies peces de vestir, asseguda moltes vegades al parc de la Glorieta d'Alcoi. Teresa subsistia de la caritat de les persones i valorava el que li oferien, vestits i complements de moda d'èpoques passades, com la característica pell de marta que no es llevava ni en els períodes estivals, o l'extravagant barret amb el qual cobria la seua incipient calvície.

### Mort
Teresa va morir sola en el barracó de caça, un 14 d'abril de 1952. Els veïns, estranyats de no veure-la eixir, van alertar a l'Assistència Social, trobant-la ja morta, i va ser traslladada immediatament a l'Hospital civil d'Oliver per a esclarir la causa de la seua mort: un col·lapse. L'endemà, el 15 d'abril, les seues restes van ser depositades en el Cementeri d'Alcoi, i en el registre d'entrada figura com “Teresa sense cognoms”, amb l'apèndix de “no paga”. L'Assistència Social la va enterrar en la zona comuna, en la fossa 58, portó 12, lletra A, segons consta en el mateix registre.  Anys més tard, concretament el 7 de desembre de 1965, a causa d'una remodelació de la parcel·la, les seues restes van ser exhumades i, sense parents coneguts, van anar a parar a l'ossari general.
El 1989, i en el marc d'una reforma general del cementeri, l'Ajuntament decideix construir un Cenotafi o Panteó d'Alcoians Il·lustres just al damunt de l'ossari, tot mantenint l'accés a aquest, i precisament allí van situar les cendres d'Ovidi Montllor el 12 de març de 1995, després de la seua defunció. Així doncs, i per ironies del destí, Ovidi i Teresa han acabat junts per a l'eternitat, un per ser famós i l'altra per ser una completa desconeguda.

## Projecció cultural
La figura i el reconeixement cap a Teresa no es deu tant a les seues circumstàncies vitals, més enllà d'exemplificar les vicissituds de la dura postguerra, com a la projecció cultural que ha aconseguit i al fet d'estar present en l'estrat oral de la població d'Alcoi i de rebre diferents i variats homenatges:
- El que la va donar a conéixer i li va atorgar fama va ser sens dubte Ovidi Montllor, qui en 1974, en el seu àlbum “A Alcoi”, dedica la pista número 2 (2.45’), a exaltar les bondats i mitificar la figura i allò que va representar per a ell Teresa, en la cançó “Homenatge a Teresa”.[11]
- La novel·la “Un reino para Tereseta la loca” (1987), de Domingo Jiménez del Mazo,[12] repassa la vida de Teresa en clau de ficció novel·lada; en aquest cas l'autor arriba a afirmar, a través de fonts orals, que el primer cognom de Teresa era Alba i no Mora.[13][14]
- L'escriptor alcoià Ricardo Canalejas, en el seu llibre, “Alcoyanos de fábula, 1a part”,[7] va ser el primer que va dur a terme un estudi exhaustiu sobre la seua figura, tot traient a la llum aspectes desconeguts de Teresa, perquè malgrat ser molt coneguda per la població, quasi no quedava informació més enllà de les fonts orals. També li va realitzar un retrat idealitzat, segons el seu record d'infància, per a il·lustrar la biografia de Teresa.[15]
- Com a resultat d'un curs d'escriptura creativa impartit a la ciutat d'Alcoi, es va editar un llibre que recopilava diversos relats,[16] amb la premissa comuna de reivindicar carrers per a dones alcoianes. Entre ells, es va incloure el “Carrer de Tereseta la Loca”, a càrrec de Modesto Satorre, que va recopilar la informació aportada per Ricardo Canalejas, juntament amb els testimoniatges orals de Maruja Calvo i Luisa Company.
- Jordi Botella, el 2013, realitza un poema dramàtic, “Homenatge a T”,[17] que va ser estrenat per la Cia. La Dependent en el Teatre Calderón d'Alcoi el 29 de maig del mateix any. Amb una duració de 50’, la direcció era a càrrec de Pepa Miralles, la producció executiva era de Joanfra Rozalén, la música de Moisés Olcina, l'audiovisual de Xavier Cortés, i va estar representada pels actors Pep Sellés i Rosanna Espinós.[18]
- Antoni Miró, el 2013, realitza una obra homenatge al seu amic Ovidi, “A Tereseta i Ovidi”,[19] tot utilitzant la imatge fotogràfica inèdita que conserva la família de Teresa Gisbert i Rafael Sarrió.[20] Ha estat exposada en el Centre Cultural Ovidi Montllor, en l'exposició “Perquè vull a Ovidi Montllor”, en record del 25 aniversari de la mort del cantautor.[21]
- El 2018, dins del concurs de cementeris que ofereix anualment la revista Adiós Cultural,[10] es va presentar la història de Teresa i Ovidi, enterrats a prop l'u de l'altre per atzar del destí, ella per ser indigent en l'ossari i Ovidi per ser famós en el columbari destinat a personatges il·lustres alcoians. Es va participar en la categoria de “Millor Història documentada”, i va quedar guanyadora de la mateixa entre totes les històries seleccionades.[22]
- Xavier Pérez Vaquer, el 2019, realitza l'obra “Homenatge a Teresa”,[23] exposada a la Llotja de Sant Jordi d'Alcoi, en l'exposició “Vint-i-cinc vacances a Ovidi Montllor”, en record del 25 aniversari, el 2020, de la mort d'Ovidi.[24]